# Mare Vitalis
Mare Vitalis è il secondo album della band The Appleseed Cast, pubblicato nel 2000.

## Tracce
1. The Immortal Soul of Mundo Cani
2. Fishing the Sky
3. Forever Longing the Golden Sunsets
4. Mare Mortis
5. Santa Maria
6. Secret
7. And Nothing Less
8. Poseidon
9. Kilgore Trout
10. Storms
11. Hidden Track